# Kaukasisk nældetræ
Kaukasisk nældetræ er et træ med hængende grene. Arten er varmetålende og forventes at kunne bruges som bytræ, hvis ellers klimaændringerne slår helt igennem.

## Kendetegn
Kaukasisk nældetræ (Celtis caucasica) er en stor, løvfældende busk eller et træ med en bred og uregelmæssig krone. Skuddene er tynde og zig-zag formede. Barken er først lysegrøn og behåret, men senere bliver den først gråbrun og mere tyndt behåret. Efterhånden bliver barken lysegrå og hårløs, og gamle grene og stammen kan få en lysegrå og svagt opsprækkende bark. Knopperne er spredt stillede, små og let fladtrykte. Bladene er ovale og hele med tandet rand. Oversiden er græsgrøn og hårløs med lyse, forsænkede bladribber, mens undersiden er lyst grågrøn med  fin behåring.  Høstfarven er gul. Blomstringen foregår i april-maj, hvor man finder blomsterne siddende enkeltvis eller få sammen på lange stilke fra bladhjørnerne. De enkelte blomster er regelmæssige og 5-tallige med lysegrønne kronblade. Frugterne er næsten kuglerunde stenfrugter med rødbrunt skin og let rynket kerne. Frugtkødet er sødt og velsmagende.
Rodsystemet består af tykke hovedrødder med et svagt forgrenet sæt af tynde siderødder. Planten er giftig.
Kaukasisk nældetræ når en højde på 15 m og en kronebredde på ca. 10 m.

## Hjemsted
Kaukasisk nældetræ hører hjemme i skove, krat og på stenskred samt langs floder og mindre vandløb i  Kaukasus, Irak, Iran, Afghanistan, Centralasien, Pakistan, Kashmir og Nepal. Vulkanen Damavand ligger i den centrale del af Alborzbjergene. På dens skråninger findes en række plantezoner (subalpin, alpin og nival). I 2.450 m højde er gennemsnitstemperaturen 9°C. (svingende mellem et augusttal på 24,2°C og et januartal på -4°C). De nordvendte skråninger er påvirket af kold polarluft, men en mildnende indflydelse med fugtig luft fra det Kaspiske hav. Her vokser arten sammen med bl.a. Aegilops triuncialis (en art af gedeøje), almindelig brunelle, almindelig guldstjerne, almindelig katost, almindelig kattehale, almindelig kællingetand, Anemone biflora (en art af anemone), bibernelle, bjergrug, bjergstenfrø, broget salvie,  Cotoneaster nummularioides (en art af dværgmispel), Dianthus libanotis (en art af nellike), Eremurus spectabilis (en art af steppelys), farvegåseurt, filtet soløje, giftig kronvikke, græsk ene,  gul reseda, gul snerre, havemalurt, hunderose, kaspisk tamarisk, lammeøre, Lonicera iberica (en art af gedeblad), lucerne, markstenkløver, matrem, Matthiola farinosa (en art af levkøj), mosebunke, soløjealant, Prunus pseudoprostrata (en art af kirsebær), sommeradonis, strandkrageklo, sølvpotentil, tofarvet krokus, toraklet ledris, Trisetum rigidum (en art af guldhavre), Tulipa montana (en art af tulipan), Valeriana sisymbriifolia (en art af baldrian), ædelkortlæbe og ægyptisk pil. 

## Galleri
- Unge blade
- Voksested

## Note
1. ↑  efloras: Flora of Pakistan (engelsk)
2. ↑  efloras.com: Flora of China (engelsk)
3. ↑  Hassan Ghelichnia: Flora and vegetation of Mt Damavand in Iran (engelsk)